# Сијетл
Сијетл (енгл. Seattle) град је у савезној држави Вашингтон на северозападу Сједињених Америчких Држава. Сијетл је седиште и највећи град округа Кинг, а са 737.015 становника према попису из 2010, Сијетл је највећи град у северозападном делу САД. У ширем градском (метрополитанском) подручју Сијетла живи око четири милиона становника, што га чини 15. по величини метрополитанским подручјем у САД. Сијетл је такође лука са великим значајем за трговину са азијским државама. Године 2010, Сијетл је био шеста по промету лука у САД.
Подручје Сијетла било је насељено староседелачким племенима најмање 4.000 година пре него што су бели досељеници формирали прва стална насеља. Артур А. Дени и група досељеника, познати као Денијева дружина, стигли су 13. новембра 1851. у Алки појнт и ту формирали насеље. Ово насеље је 1853. премештено на данашњу локацију града и преименовано у „Сијетл“. Име је добило по поглавици Сијетлу, вођи племена Дувамиш и Суквамиш.
У почетку је главна индустријска грана у Сијетлу била сеча и прерада дрвета. У другој половини 19. века град је постао центар трговине и бродоградње и главни транзитни центар на путу према Аљасци, током тамошње златне грознице. До 1910, Сијетл је био један од 25 највећих градова у САД. Међутим, штрајкови и Велика депресија тешко су наштетили привреди града. Током и после Другог светског рата поново долази до привредног раста када, захваљујући компанији Боинг, Сијетл постаје центар производње авиона. Током осамдесетих година 20. века град постаје важан технолошки центар. Развој нових софтвера, биотехнологије и интернет компанија доводи до економског опоравка, што за последицу има пораст броја становника за 50.000 између 1990. и 2000. Сијетл је данас центар „зелене” индустрије и град модел за одрживи развој.
Сијетл има знамениту музичку историју. Између 1918. и 1951. у граду је била развијена џез сцена, са скоро двадесет џез ноћних клубова који су се налазили дуж улице Џексон, на месту где је данас кинеска четврт. У граду су своје ране каријере започели Реј Чарлс, Квинси Џоунс, Ернестин Андерсон и други. Сијетл је такође родни град рок легенде Џимија Хендрикса и рок музичког стила „гранџ”, који је постао познат захваљујући локалним групама Мелвинс, Нирвана, Саундгарден, Алис ин чејнс и Перл џем. У новије време, Сијетл је познат по инди рок и инди денс музици.

## Историја

### Оснивање
Археолошка истраживања указују да су људи насељавали област Сијетла најмање 4.000 година. У време кад су европски насељеници дошли у ову област, локално становништво (племе Дувамиш) је имало најмање седамнаест села у областима око залива Елиот.
Први Европљанин који је посетио подручје био је Џорџ Ванкувер у мају 1792, током своје експедиције која је трајала од 1791. до 1795.
Године 1851, велика дружина коју је предводио Лутер Колинс се сместила локацији на ушћу реке Дувамиш; формално су ову територију присвојили 14. септембра 1851. Тринаест дана касније, припадници Колинсове дружине су на путу ка својој територији срели три извиђача Денијеве дружине, која је у ствари основала Сијетл. Чланови Денијеве дружине су присвојили земљу на полуострву Алки 28. септембра 1851. Остатак Денијеве дружине је испловио из Портланда у Орегону и искрцао се на полуострво Алки током олује 13. новембра 1851.
Након тешке зиме, највећи део Денијеве дружине се разместио преко залива Елиот и основао село „Девамп“ или „Дувамп“ на месту данашњег Пионирског трга. Чарлс Тери и Џон Лоу су остали на месту оригиналног искрцавања и подигли село које се првобитно звало „Њујорк“, а у априлу 1853. је преименовано у „Њујорк Алки“ од чинук речи која у грубом преводу значи једнога дана. Њујорк Алки и Дувамп су се такмичили за примат наредних неколико година, али временом је Алки напуштен и његови становници су се преселили преко залива и придружили остатку насељеника.
Дејвид Свинсон („Док“) Мејнард, један од оснивача Дувампа је био главни заговорник идеје да се село преименује у „Сијетл“ по поглавици Сијетл из племена Дувамиш и Суквамиш. Назив „Сијетл“ се појављује у званичним новинама Вашингтонске територије 23. маја 1853. када је почела израда катастара за село.
Дана 14. јануара 1865, Скупштина територије Вашингтон доделила је Сијетлу статус инкорпорисаног града, којим је управљао одбор повереника. Две године касније, након петиције коју је потписала већина угледних грађана, скупштина је поништила своју одлуку. Млади католички свештеник Франсис Х. Префонтејн дошао је 1867. у Сијетл и одлучио да ту оснује парохију. Током 1868. и 1869. саградио је цркву новцем који је прикупио на оближњим сајмовима. Ова католичка црква је отворена 1869, а налазила се на месту где се данас налази зграда „Префонтејн“. Крајем 1869, након нове петиције, Сијетл је поново постао инкорпорисани град којим су управљали градоначелник и веће. Година „1869.“ налази се и на грбу Сијетла.

### Дрвна индустрија, етнички сукоби, велики пожар
Историја Сијетла је пуна наизменичних успона и криза, што је уобичајено за градове који се налазе у областима са великим природним и минералним богатствима. Сијетл је неколико пута доживљавао економски успон, а затим би долазило до периода наглог опадања који је обично коришћен за обнову инфраструктуре. Први такав успон, у првим годинама постојања града, десио се захваљујући дрвној индустрији.
Као и у већем делу америчког запада, и у Сијетлу је долазило до бројних сукоба између радника и управа предузећа, али и до етничких тензија које су кулминирале у Антикинеским нередима током 1885. и 1886. Насиље су изазвали незапослени белци који су хтели да отерају Кинезе из Сијетла (до нереда је дошло и у Такоми). Азијати су 1900. чинили 4,2% становништва. Током немира, у град су доведене федералне трупе како би успоставиле ред.
Ипак, економски успон Сијетла је био толико велики да је, када је велики пожар из 1889. уништио централну пословну област, врло брзо изграђен много већи центар града на истом месту. Финансијска компанија „Вашингтон мутуал“, на пример, основана је одмах након пожара. Овај нови успон је праћен и изградњом система паркова, које је дизајнирала компанија браће Олмстед. Међутим, економска криза позната као Паника из 1893. тешко је погодила град.

### Златна грозница, Први светски рат, велика депресија
Други и најдраматичнији успон почео је са златном грозницом на Аљасци, захваљујући којој се град опоравио од последица Панике из 1983. У кратком времену, Сијетл је постао велики саобраћајни центар. Дана 14. јула 1897, СС Портланд, са чувеном „тоном злата“, упловио је у луку Сијетл. Сијетл је убрзо постао главни центар за транспорт и снабдевање рудара на Аљасци и Јукону. Само мали број ових људи је нашао велико богатство, међутим, оно што се исплатило на дуже стазе је било одевање и исхрана рудара. Овај успон је трајао до раног 20. века, а захваљујући њему основана су бројна нова предузећа. Деветнаестогодишњи Џејмс Е. Кејси је 1907. позајмио 100 долара од пријатеља и основао компанију за доставу пошиљки „American Messenger Company“ (данас „United Parcel Service“). Остала предузећа која су основана у овом периоду у Сијетлу су Нордстром и Еди Бауер. Доба златне грознице кулминирало је 1909. Пацифичком изложбом Аљаска - Јукон, која је у великој мери заслужна за данашњи изглед кампуса Универзитета Вашингтона.
Почетком 20. века, а посебно током Првог светског рата, долази до развоја бродоградње. Откази након рата доводе до генералног штрајка из 1919, првог генералног штрајка у САД. План развоја града који је 1912. сачинио Вирџил Богу је одбачен на референдуму. Сијетл је током двадесетих година 20. века доживљавао умерени просперитет, али је тешко погођен великом депресијом. Неки од највећих радничких штрајкова и сукоба те ере су се управо десили у Сијетлу. Насиље током штрајка помораца из 1934. однело је луци Сијетл велики део поморског саобраћаја, који је преусмерен на луку у Лос Анђелесу.
Александер Пантагес је, почевши од 1902, отворио већи број позоришта у граду у којима су се изводили забавно-комични комади у „водвиљ“ (фр. vaudeville) стилу и неми филмови. Убрзо је проширио своје активности и постао један од највећих позоришних и филмских тајкуна Америке. Сијетл је неко време био „мека водвиља“ у западном делу Сједињених Америчких Држава. Б. Маркус Притека, архитекта шкотског порекла који је живео у Сијетлу, изградио је неколико позоришта за Пантагеса укључујући и нека у Сијетлу. Позоришта која су изграђена за Пантагеса у Сијетлу су данас углавном уништена или служе другој сврси, али многа друга позоришта су опстала у другим градовима САД, често задржавајући Пантагесово име. С друге стране, позориште „Парамонт“ (енгл. Paramount Theatre) у чијој је изградњи учествовао Притека, а које у Сијетлу постоји и данас, није Пантагесово.

### После Другог светског рата: авиони и софтвер
Ратна индустрија поново доноси просперитет граду за време Другог светског рата, првенствено захваљујући Боинговим авионима. Велики број привредника јапанског порекла одведен је из града током периода присилног затварања Јапанаца. После рата, локална привреда је опет пала, међутим убрзо долази до новог раста захваљујући доминацији Боинга на тржишту комерцијалних авиона. У граду је 1962. одржана светска изложба под називом „Изложба 21. века“ (енгл. Century 21 Exposition). До новог великог економског пада долази крајем шездесетих и почетком седамдесетих година 20. века. Многи су напустили град у потрази за послом на другим местима, а два локална агента за некретнине поставила су билборд на којем је писало: „Да ли ће последња особа која напусти Сијетл угасити светла“.
Сијетл је остао седиште компаније Боинг до 2001, када је компанија одлучила да одвоји своје седиште од главних производних објеката и да га измести у Чикаго. У близини Сијетла још увек се налази Боингова фабрика Рентон (где су склапани авиони Боинг 707, 720, 727 и 757, а данас се склапа Боинг 737) и Боингова фабрика Еверет (где су склапани модели 747, 767, 777 и 787). Седиште Боингове кредитне кооперативе за запослене (BECU) је и даље у Сијетлу, али су њене услуге сада доступне свим становницима Вашингтона, а не само запосленим у Боингу.
Просперитет се поново враћа у град почетком осамдесетих година 20. века. Град је 1983. био шокиран вишеструким убиством познатим као „Ва Ме масакр“, када је у илегалној коцкарници у међународној (кинеској) четврти убијено 13 људи. Након што је Мајкрософт 1979. преместио своје седиште из Албукеркија у Новом Мексику у оближњи Белвју, Сијетл и његова предграђа постају дом великом броју технолошких компанија, укључујући Amazon.com, RealNetworks, McCaw Cellular (сада део AT&T Mobility), VoiceStream (сада део T-Mobile USA), и биомедицинских корпорација као што су HeartStream (касније дошао у власништво Филипса), Heart Technologies (касније дошао у власништво компаније Boston Scientific), Physio-Control, ZymoGenetics, ICOS и Immunex. Због свега овога дошло је до прилива нових становника, тако да је број становника између 1990. и 2000. порастао за скоро 50.000, док је цена некретнина у граду била међу најскупљима у САД. Многе од ових технолошких компанија су и даље релативно јаке, али године дивљег „дотком бума“ су окончане почетком 2001.
Сијетл је у овом периоду привукао велику пажњу не само као седиште многих компанија, него и као домаћин Игара добре воље 1990. и конференције лидера земаља Азијско-пацифичке економске сарадње (енгл. Asia-Pacific Economic Cooperation; APEC) 1993, као и због светске популарности гранџа, музичког правца који се развио у оквиру независне музичке сцене Сијетла. Град је привукао пажњу и као домаћин министарске конференције Светске трговинске организације 1999, али не због конференције, него због протеста и полицијске реакције који су засенили саму конференцију. Град су 2001. додатно уздрмали Марди Гра нереди и Нисквали земљотрес.
Британска консултантска кућа „Мерсер“ је 2011. у процени „спроведеној да помогне владама и великим компанијама да распореде запослене на међународне задатке“, сврстала Сијетл на 48. место у свету по квалитету живота. Главни фактори у истраживању су били политичка стабилност, личне слободе, санитарни услови, криминал, становање, природна околина, рекреација, банкарски објекти, расположивост роба широке потрошње, образовање и јавне службе укључујући и превоз.

## Географија
Сијетл се налази на надморској висини од 20 m. Са укупном површином од 217,2 km², Сијетл се налази приближно на координатама 47° 37′ N 122° 19′ W / 47.617° С; 122.317° З. Рељеф Сијетла је брдовит. Град лежи на седам брежуљака, неки од њих су Капитол хил, Магнолија, Дени хил и Квин Ен. Полуострва Китсап и Олимпик заједно са планинама Олимпик налазе се западно од Пјуџит саунда, док се Каскадске планине и језеро Семамиш налазе источно од језера Вашингтон.

### Клима
Клима Сијетла се обично описује као умерено океанска, са прилично благим, кишовитим зимама и топлим и сувим летима. Према Кепеновој класификацији климата, као и већи део пацифичког северозапада, спада у медитеранску климу са топлим летом (Csb), коју карактеришу топла али не врућа лета. Остале класификације климата, као што је „Треварта“, смештају је у океанску зону (Do).
Највише и најниже температуре увелико зависе од оближњег Пјуџит саунда, затим Тихог океана и језера Вашингтон. Регион је у великој мери заштићен од пацифичких олуја захваљујући Олимпијским планинама и од хладног арктичког ваздуха захваљујући Каскадским планинама. Иако се налази на рубу кишне сенке Олимпијских планина, Сијетл има погрешну репутацију града са честим кишама. Ова репутација потиче од учесталости падавина током зиме. Град просечно годишње има 201 облачан дан и 93 делимично облачна дана. Међутим, званична временска и климатска мерења се врше на локацији Међународног аеродрома Сијетл-Такома, који се налази на око 19 km јужно од центра Сијетла у граду Ситак, где се бележи више облачних дана и мање делимично облачних дана годишње. Из овог разлога, званични временски и климатски подаци не одражавају најпрецизније стварне временске и климатске услове у самом граду.
Са просечном годишњом количином падавина од 944 mm, Сијетл се налази иза Њујорка (1201 mm), Атланте (1290 mm), Бостона (1055 mm), Балтимора (1038 mm), Портланда у Мејну (1128 mm), Џексонвилa (1304 mm), и већине градова на источној обали САД. Сијетл такође није наведен у истраживању чији је циљ био да се идентификује 10 „најкишовитијих“ градова у континенталном делу Сједињених Америчких Држава. То је углавном због сувих лета, што за последицу има статистички умерену просечну годишњу количину падавина. Међутим, према подацима Националног центра за климатске податке који се налази у саставу Националне управе за океане и атмосферу, просечна количина падавина у граду се повећава, а тренутна количина од 944 mm представља повећање од 10,6 mm. С друге стране, Сијетл у новембру има највећу количину падавина од свих градова у САД са више од 250.000 становника, а током зиме се налази у првих 10 градова, али је зато у доњој половини на листи свих градова по падавинама између јуна и септембра. Олује са грмљавином су ретке. До грмљавине у просеку долази само седам дана годишње. Поређења ради, Форт Мајерс на Флориди просечно годишње има 93 дана са грмљавином, Канзас Сити 52, а Њујорк 25.
Повремено се дешавају велики пљускови. Један такав пљусак десио се између 2. и 4. децембра 2007, када су шире подручје Пјуџит саунда и западни делови Вашингтона и Орегона погођени ветровима снаге урагана и великим падавинама. Према неким изјавама, велика киша и јаки ветрови који су се десили тада одговорни су за неколико прекида у снабдевању електричном енергијом и за најмање четири смрти. Државни пут И-5 је на једном месту био поплављен и затворен за саобраћај скоро два дана. Укупне падавине су у неким областима премашиле 356 mm, а ветрови су у приобалном Орегону дували брзином и до 209 km/h. У Сијетлу је тада током 24 сата пало више од 130 mm кише, што су друге највеће падавине у историји града. Киша је, према неким тврдњама, индиректно довела до пет смртних случајева и велике поплаве и штете.
Рано пролеће, касну јесен и зиму често карактерише росуља. Зиме су благе и кишовите са просечним најнижим температурама између 2 и 4 °C током ноћи, мада понекад буде и хладније. Лета су сува и топла са највишим просечним дневним температурама од око 23 °C, а током неких летњих дана може бити у топлије. Највећа званично забележена температура у граду је 39 °C, а измерена је 29. јула 2009. Најнижа забележена температура је -18 °C, а измерена је 31. јануара 1950. Источна предграђа Сијетла, као што су Белвју и Исаква, обично су још топлија, са просечном температуром изнад 27 °C, због своје локације ближе горским ветровима са Каскадских планина а даље од Пјуџит саунда. На најтоплији дан који је забележен у Сијетлу, 29. јула 2009, у деловима јужног Белвјуа, Рентона и Исакве било је и до 43 °C.
У Кишној шуми Хох, која се налази на око 130 km западно од Сијетла, у Олимпијском националном парку на западном рубу Олимпијских планина, у просеку годишње буде око 361 cm кише. Око 104 km јужно од Сијетла, у главном граду Вашингтона Олимпији, која се налази изван кишне сенке, годишње буде око 132 cm кише.
Одређена количина снега падне на годишњем нивоу, али веће снежне падавине су реткост. Просечне годишње снежне падавине, према мерењима на Међународном аеродрому Сијетл-Такома, износе 21 cm. Појединачне снежне падавине веће од 15 cm десиле су се само 15 пута од 1948, а само једном од 1990, и то 18. јануара 2012, када је преко 17 cm снега пало на аеродром Сијетл-Такома. Овај умерени снег је званично 12. највећи на аеродрому од 1948, а највећи од новембра 1985. Међутим, количина снега која је тога дана пала у Сијетлу је много мања од количине која је пала у местима јужно од града. У Олимпији и Чехалису је до подне пало између 35 и 45 cm снега. Умерене снежне падавине десиле су се и између 12. и 25. децембра 2008, када је пало око 30 cm снега, што је изазвало тешкоће у саобраћају на многим путевима, али и велике проблеме у граду јер службе нису биле опремљене за чишћење снега. Највише снега током једног дана, 51 cm, пало је 13. јануара 1950, док је највећа снежна олуја забележена између 5. и 9. јануара 1880, током које је нападало око 1,8 m снега. Још једна снежна олуја се десила између 31. јануара и 2. фебруара 1916, када је висина снежног покривача износила око 74 cm.
Између маја и краја септембра доминира веома сунчано и суво време. У јулу падне просечно око 20 mm кише, а у августу око 25 mm. Летње олује са грмљавином су ретке.
Важна карактеристика времена у Сијетлу је и зона конвергенције Пјуџит саунда. У овој зони конвергенције, ваздух који стиже са севера судара се са ваздухом који долази са југа. Обе ваздушне струје долазе из правца Тихог океана, међутим раздвајају их Олимпијске планине западно од Сијетла, а поново се спајају на истоку. Када се ваздушне струје сусретну, присиљене су да иду навише, што доводи до конвекције. Ова активност може изазвати грмљавинске олује северно и јужно од града, међутим у самом Сијетлу ретко долази до ових олуја и све се углавном своди на повремену грмљавину, а понекад падне и мала количина града. Изузетак је олуја из децембра 2006, када је падала јака киша а ветар дувао брзином и до 111 km/h. Ову олују, међутим, није изазвала зона конвергенције.
У годинама Ел Ниња, у региону Пјуџит саунда буде врло мало падавина. С обзиром да се регион током сувих летњих месеци углавном снабдева водом која потиче са планинских снежних наноса, Ел Нињо зиме могу довести до редукција у снабдевању водом и мањка хидроенергије наредног лета.
| Клима Сијетла              | Клима Сијетла | Клима Сијетла | Клима Сијетла | Клима Сијетла | Клима Сијетла | Клима Сијетла | Клима Сијетла | Клима Сијетла | Клима Сијетла | Клима Сијетла | Клима Сијетла | Клима Сијетла | Клима Сијетла  |
| Показатељ \ Месец          | .Јан.         | .Феб.         | .Мар.         | .Апр.         | .Мај.         | .Јун.         | .Јул.         | .Авг.         | .Сеп.         | .Окт.         | .Нов.         | .Дец.         | .Год.          |
| -------------------------- | ------------- | ------------- | ------------- | ------------- | ------------- | ------------- | ------------- | ------------- | ------------- | ------------- | ------------- | ------------- | -------------- |
| Средњи максимум, °C (°F)   | 8,2 (46,8)    | 9,8 (49,6)    | 11,9 (53,4)   | 14,5 (58,1)   | 17,9 (64,2)   | 20,9 (69,6)   | 24,2 (75,6)   | 24,4 (75,9)   | 21,2 (70,2)   | 15,2 (59,4)   | 10,3 (50,5)   | 7,4 (45,3)    | 15,48 (59,86)  |
| Средњи минимум, °C (°F)    | 2,7 (36,9)    | 2,7 (36,9)    | 4,1 (39,4)    | 5,7 (42,3)    | 8,5 (47,3)    | 11,1 (52)     | 13,1 (55,6)   | 13,3 (55,9)   | 11,2 (52,2)   | 7,7 (45,9)    | 4,4 (39,9)    | 2,0 (35,6)    | 7,19 (44,94)   |
| Количина падавина, mm (in) | 141,2 (55,59) | 88,9 (35)     | 94,5 (37,2)   | 68,8 (27,09)  | 49 (19,3)     | 39,6 (15,59)  | 18 (7,1)      | 22,4 (8,82)   | 36,8 (14,49)  | 88,4 (34,8)   | 166,9 (65,71) | 135,9 (53,5)  | 950,2 (374,09) |
| Извор:                     |               |               |               |               |               |               |               |               |               |               |               |               |                |

## Култура

### Надимци
Од 1869. до 1982, Сијетл је био познат као „краљичин град“ (енгл. Queen City). Тренутни званични надимак Сијетла, који је изабран на такмичењу 1981, је „смарагдни град“, што је алузија на бујне четинарске шуме у подручју. Сијетл је такође неформално познат по надимцима „врата према Аљасци“ (енгл. Gateway to Alaska), „кишни град“ (енгл. Rain City), затим Jet City (због утицаја Боинга). Област Сијетла се такође колоквијално назива „206“, по телефонском позивном броју. Становници Сијетла су познати као Seattleites.

### Медији
Сијетл има један велики дневни лист, то је Сијетл тајмс (енгл. The Seattle Times). Сијетл пост-интелиџенсер (енгл. Seattle Post-Intelligencer) је био дневни лист који је излазио између 1863. и 17. марта 2009. Данас излази само на интернету. Постоји такође Seattle Daily Journal of Commerce, а Универзитет Вашингтона објављује свој дневни лист који се зове Дејли (енгл. The Daily), а уређују га студенти. Најистакнутији недељници су Сијетл викли (енгл. Seattle Weekly) и Стренџер (енгл. The Stranger), који себе сматрају „алтернативним“ новинама. Real Change је недељник који углавном продају бескућници, што је замишљено као алтернатива просјачењу. Постоји и неколико мањинских листова, као што је Northwest Asian Weekly, као и бројне новине ограничене само на одређена градска насеља или делове града, рецимо North Seattle Journal.
У Сијетлу такође постоји велики број телевизијских и радио-станица. Поред великих америчких телевизијских мрежа, постоји још најмање пет других телевизијских станица на енглеском и две на шпанском језику.
Од некомерцијалних радио станица, постоје две локалне чланице мреже NPR, KUOW-FM (94,9) и KPLU-FM (88,5 Такома). Од других радио-станица најпознатије су KEXP-FM (90,3; део мреже EMP), радио KBCS-FM (91,3), средњошколски радио KNHC-FM (89,5) који емитује електронску музику, а уређују га ученици средње школе „Нејтан Хејл“. Многе радио-станице су доступне и на интернету, а Станица KEXP је пионир интернет радија. Постоји и велики број комерцијалних радио-станица. KING-FM је једна од последњих комерцијалних радио-станица у САД које пуштају класичну музику.
Тајм је 2007. уврстио два интернет часописа са седиштем у Сијетлу, Worldchanging и Grist.org, на листу најпознатијих еколошких интернет страница.

### Спорт
Сијетл сихокси су професионални тим америчког фудбала. Клуб утакмице као домаћин игра на стадиону Квест филд и такмичи се у НФЦ-у у дивизији Запад. Клуб је основан 1976. и до сада није мењао назив.
„Сихокси“ су до сада једном били шампиони НФЛ-а и то 2013. године.

## Демографија
Према попису становништва из 2010. у граду је живело 608.660 становника, што је 45.286 (8,0%) становника више него 2000. године.
|                   | 2010.            | 2000.            |
| Укупно            | 608 660 (100,0%) | 563 374 (100,0%) |
| Белци             | 403 578 (66,31%) | 382 532 (67,90%) |
| Азијати           | 84 215 (13,84%)  | 73 910 (13,12%)  |
| Афроамериканци    | 48 316 (7,938%)  | 47 541 (8,439%)  |
| Хиспаноамериканци | 40 329 (6,626%)  | 29 719 (5,275%)  |
| Остали            | 32 222 (5,294%)  | 29 672 (5,267%)  |

Према попису из 2010, Сијетл је имао 608.660 становника, а расна структура је била следећа:
- Белци: 69,5% (66,3% без хиспаноамериканаца)
- Азијати: 13,8% (4,1% пореклом из Кине, 2,6% пореклом са Филипина, 2,2% пореклом из Вијетнама, 1,3% пореклом из Јапана, 1,1% пореклом са Кореје, 0,8% пореклом из Индије, 0,3% пореклом из Камбоџе, 0,3% пореклом из Лаоса, 0,2% пореклом из Тајланда)
- Црнци или Афроамериканци: 7,9%
- Амерички староседеоци: 0,8%
- Хавајски староседеоци и потомци других пацифичких народа: 0,4%
- Друга раса: 2,4%
- Две или више раса: 5,1%
- Хиспаноамериканци (било које расе): 6,6% (4,1% пореклом из Мексико, 0,3% пореклом из Порторика, 0,2% пореклом са Кубе, 0,2% пореклом из Салвадора, 0,2% пореклом из Гватемале)

Историјски, становници Сијетла су били претежно белци, али је њихов проценат постепено опадао. Године 1960, белци су чинили 91,6% становништва града, али се до 2010. проценат белаца смањио на 69,5%. Према анкети проведеној између 2006. и 2008, око 78,9% становника старијих од пет година код куће говоре искључиво енглески. Према истој анкети, око 10,2% становништва код куће говори неким од азијских језика, 4,5% говори шпански, 3,9% говори неки други индоевропски језик, а 2,5% говори неки други језик.
Сијетл бележи стални раст расне и етничке разноликости. У последњих неколико деценија дошло је до великог пораста имиграције, а број становника који су рођени у иностранству је између 1990. и 2000. нарастао за 40%. Становници кинеског порекла су углавном дошли из копнене Кине, Хонгконга, југоисточне Азије и Тајвана. Најранији досељеници из Кине су дошли крајем 19. и почетком 20. века, углавном из провинције Гуангдонг. У Сијетлу такође живи велики број становника вијетнамског порекла, преко 55.000, и преко 30.000 сомалијских имиграната. У подручју Сијетла и Такоме живи и велики број становника камбоџанског порекла, око 19.000, и више од 15.000 становника самоанског порекла. У области Сијетла, према подацима из пописа становништва 2000, живи и највећи проценат самодекларисаних особа мешовитих раса у односу на све друге велике метрополитанске области у САД.
Према подацима из 1999, просечни приход градског домаћинства је био 45.736 долара, а просечни приход породице је био 62.195 долара. Просечни приход мушкараца је био 40.929 долара, а жена 35.134 долара. Просечни приход по глави становника на нивоу града је био 30.306 долара. Испод нивоа сиромаштва живи 11,8% становника и 6,9% породица. Од особа које живе у сиромаштву, њих 13,8% су млађе од 18 година, а 10,2% има 65 или више година.
Процењује се да у Округу Кинг има око 8.000 бескућника, а многи од њих живе у Сијетлу. У септембру 2005. Округ Кинг је усвојио „десетогодишњи план за окончање бескућништва“, а један од првих резултата овог плана је улагање више средстава у пројекте трајног решавања смештаја бескућника уместо финансирања склоништа за привремени смештај.
Последњих година долази до сталног раста броја становника, те је град суочен са проблемом њиховог смештаја и прилагођавања на нове услове. Године 2006, након што се број становника повећавао за 4.000 годишње у претходних 16 година, просторни планери су објавили да очекују да ће до 2040. број становника нарасти за 200.000. Међутим, бивши градоначелник Грег Никелс подржао је планове који би довели до повећања броја становника за 60%, односно за 350.000 до 2040. Градско веће Сијетла је касније гласало да ублажи ограничења на висину објеката у ширем центру града, делом и с циљем да повећа густину насељености у центру. У центру града је 2009. живело преко 60.000 становника, што је за 77% више у односу на 1990.
Сијетл има велику ЛГБТ популацију. Према студији коју је 2006. провео Калифорнијски универзитет у Лос Анђелесу, Сијетл је међу градовима са највећом ЛГБТ популацијом по глави становника, са 12,9% испитаних грађана који су се декларисали као геј мушкарци, лезбијке, бисексуалци или трансродне особе. Према броју ЛГБТ особа по глави становника, град је на другом месту у САД, иза Сан Франциска а испред Атланте и Минеаполиса. Шире подручје града је такође на другом месту међу великим метрополитанским областима у САД, са 6,5% ЛГБТ становника.
Релативно велики број становника у Сијетлу живе сами. Према подацима из 2004, проценат једночланих домаћинстава у граду је 40,8%, што ставља Сијетл на пето место међу градовима са 100.000 и више становника у САД.

## Градска управа и политика
Сијетл је град којим управљају градоначелник и градско веће. Од 1911, девет чланова градског већа се бира на целој територији града, а не по појединим географским јединицама. Осим градоначелника и чланова већа, на изборима се бира и градски правобранилац, као и судије општинског суда. Све градске, окружне и државне функције су формално нестраначке. Као и у већини других делова САД, грађани могу доносити или укидати законе преко референдума и иницијатива. Разликују се три типа оваквог непосредног одлучивања: иницијативе на којима грађани могу усвојити или одбацити неки предлог закона, затим референдуми на којима грађани могу одобрити или одбацити законе који су већ усвојени, и предлози путем којих влада или нека владина агенција могу предложити неки закон или повећање/смањење пореза директно грађанима.
Град има снажну либералну и прогресивну политичку културу, мада постоји мали либертаријански покрет у оквиру метрополитанског подручја. Сијетл је један од најлибералнијих градова у Сједињеним Америчким Државама, где око 80% бирача гласа за Демократску странку. На председничким изборима 2004. републикански кандидат Џорџ В. Буш је победио на само два бирачка места у граду. На председничким изборима 2008, кандидат Демократске странке Барак Обама је добио већину гласова на свим бирачким местима, укључујући и два бирачка места на којима је претходно победио Буш. На изборима за законодавство савезне државе Вашингтон и Конгрес Сједињених Америчких Држава готово увек побеђују кандидати Демократске странке.
Сијетл је један од политички најпрогресивнијих градова у Северној Америци, подршка за либералне циљеве као што су истополни бракови, репродуктивна права и контрола оружја се у локалној политици углавном подразумева. Као и већи део пацифичког северозапада (региона у САД са најнижим процентом грађана који редовно иду у цркву и највећим процентом атеиста) редован одлазак у цркву, верска уверења, и политички утицај верских вођа су много нижи него у другим деловима САД. Сијетл има снажне алтернативе медије. Постоји неколико дневних листова који излазе на интернету међу којима су најпознатији Сијетл пост-интелиџенсер (енгл. Seattle Post-Intelligencer), Пабликола (енгл. Publicola) и Кроскат (енгл. Crosscut). Од осталих алтернативних медија, треба издвојити лево оријентисани недељник Стренџер (енгл. The Stranger), као и два највећа еколошка интернет часописа, Worldchanging и Grist.org.
На федералном нивоу, Сијетл се налази у 7. конгресном округу Вашингтона, који у Представничком дому САД представља демократа Џим Макдермот, један од најлибералнијих чланова Конгреса који је први пут изабран 1988.

## Образовање
Од становништва града са преко 25 година, 53,8% (национални просек за САД: 27,4%) има високо образовање док 91,9% (национални просек за САД: 84,5%) има завршену средњу школу или еквивалент. Анкета коју је провео Пописни биро САД показала је да Сијетл има већи проценат факултетски образованих особа него било који други велики амерички град. Сијетл је био константно у врху у истраживањима писмености становништва које је између 2005. и 2008. проводио Државни универзитет централног Конектиката а које је обухватало 69 највећих градова у САД. У истраживањима 2005. и 2006. био је на првом месту, следеће године је био други иза Минеаполиса, док је 2008. делио прво место са Минеаполисом.
Десегрегација државних школа у граду је извршена без судског налога, међутим град и данас има проблема са постизањем расне равнотеже у одређеним школама (у јужном делу града живи више припадника етничких мањина него на северу). Врховни суд САД је 2007. оборио план града којим се настојала постићи већа расна мешовитост у школама као неуставан, али је у пресуди оставио могућност граду да користи друге факторе при размештању ученика у школе, као што су приходи или социјални статус.
Поред државних постоји и одређени број приватних школа. Од 12 приватних средњих школа, пет су католичке, једна је лутеранска, а шест су секуларне.
Сијетл је седиште Вашингтонског универзитета. Према истраживању које је 2006. провео Newsweek International, Вашингтонски универзитет је био на 22. месту на листи најбољих универзитета на свету. Постоји и одређени број мањих приватних универзитета као што су Универзитет Сијетл и Универзитет Сијетл Пацифик (које финансирају религијске групе), Универзитет Антиох, Градски универзитет Сијетла, затим три двогодишња колеџа - северног, централног и јужног Сијетла, као и велики број колеџа уметности. Часопис Тајм је 2001. прогласио Колеџ централног Сијетла за „двогодишњи колеџ године“, уз образложење да школа „тера различите студенте да раде заједно у малим групама“.

## Инфраструктура

### Комуналне услуге
Град је надлежан за снабдевање водом и електричном енергијом, које обезбеђује преко градских агенција „Seattle Public Utilities“ и „Seattle City Light“. Остала комунална предузећа су „Puget Sound Energy“ (природни гас, струја), „Seattle Steam Company“ (пара), „Waste Management, Inc“ и „CleanScapes, Inc.“ (рециклажа и уклањање чврстог отпада), „Verizon Communications“, „Century Link“ и „Comcast“ (телефон, интернет, кабловска телевизија).

## Партнерски градови
Сијетл је побратимљен са следећим градовима:
| - Биршеба (Израел) - Берген (Норвешка) - Себу (Филипини) - Чунгкинг (НР Кина) - Гаосунг (Тајван) - Крајстчерч (Нови Зеланд) | - Теджон (Јужна Кореја) - Голвеј (Република Ирска) - Гдиња (Пољска) - Хајфонг (Вијетнам) - Кобе (Јапан) - Лимбе (Камерун) | - Масатлан (Мексико) - Момбаса (Кенија) - Нант (Француска) - Печуј (Мађарска) - Перуђа (Италија) - Рејкјавик (Исланд) | - Сихануквил (Камбоџа) - Сурабаја (Индонезија) - Ташкент (Узбекистан) - Измир (Турска) |